# Bahnhof Reims
Der Bahnhof Reims ist ein Bahnhof in der französischen Stadt Reims, im Département Marne.

## Geschichte
Der heutige Bahnhof wurde in den Jahren 1932–1935 wiederaufgebaut. Der Wiederaufbau basiert auf Plänen des Ingénieurs Ridet und wurde von den Entreprises Limousin durchgeführt. Die zuvor errichteten Bahnhöfe von 1860 und 1877 wurden während militärischer Konflikte zerstört (1870) oder stark beschädigt (1917). Eine Restaurierung der Fassade fand im Jahr 1982 statt. Im Jahr 2002 begannen Arbeiten für die Neugestaltung der Eingangshalle.

## Architektur
Die Bahnhofshalle wird von einer Reihe von Doppel-Stahlbetonbögen mit einer Weite von 29 m und 35 m überspannt. Um eine Reinigung zu erleichtern, wurden sie in U-Form gestaltet. Die Gesamtlänge der Halle beträgt 105 m. Der Lichteinfall wird von festen Glasdächern in den Bögen sichergestellt. Der Anteil der Glasfläche an der Dachfläche beträgt 67 %. Die Bahnsteige in der Halle sind durch Markisen von 98 m Länge und 9 m Breite geschützt.

## Lage
Der Bahnhof in Reims liegt am Nordrand der Innenstadt. Die Hauptfassade nach Süden hin ist offen auf zwei urbane Räume ausgerichtet. zum einen zu den begrünten Promenaden hin, die bis zur Porte de Mars hinunterführen (als historische Stätte bewertet), zum anderen zum Place Drouet d’Erlon hin, einem der belebtesten Plätze der Innenstadt, benannt nach Jean-Baptiste Drouet d’Erlon.
Nördlich des Bahnhofs liegt das Stadtviertel Clairmarais.

## Verkehrliche Bedeutung
Der Bahnhof wird von Zügen der Regional-Express-Netze TER Picardie und TER Champagne-Ardenne bedient. Hier machten auch bis Juni 2007 Corail Intercités von Paris nach Charleville-Mézières Halt.
Seit dem 10. Juni 2007 fährt der TGV aus Paris-Est über die Schnellfahrstrecke LGV Est européenne im Osten von Frankreich bis nach Südwestdeutschland. Deren Station ist der Bahnhof Champagne-Ardenne TGV auf dem Gebiet der Gemeinde Bezannes, etwa fünf Kilometer südlich der Stadt Reims. Zwischen Bezannes und dem Hauptbahnhof existiert ein Pendelservice, der auf die TGV-Züge abgestimmt ist. Jedoch hat der Bahnhof selber auch alle zwei Stunden direkt Anschluss nach Paris-Est, denn von dort fahren TGV nach Reims, manchmal auch weiter nach Charleville-Mézières oder Sedan.
Der Gare de Reims ist ein bedeutender innerstädtischer und regionaler Bus-Knotenpunkt von Reims (Transport Urbains de Reims) und seit April 2011 existiert auch das 11 Kilometer lange Netz der Straßenbahn Reims.

## Verkehrsanbindung
Der Bahnhof ist über regelmäßig verkehrende Pendelzüge ab und zum TGV-Bahnhof Champagne-Ardenne erreichbar. Sie enden in Reims an zwei Stumpfgleisen des Regionalbahnhofs. Ab dem TGV-Bahnhof bestehen umsteigefreie Verbindungen nach Paris (Gare de l’Est), Straßburg, Bordeaux, Lille, Rennes und Nantes.